# Švihov
Švihov (niem. Schwihau) − miasto w Czechach, w kraju pilzneńskim.
Według danych z 31 grudnia 2003 powierzchnia miasta wynosiła 3 459 ha, a liczba jego mieszkańców 1 582 osób.

## Demografia
| Rok             | 1970  | 1980  | 1991  | 2001  | 2003  | 2015  |
| --------------- | ----- | ----- | ----- | ----- | ----- | ----- |
| Liczba ludności | 1 736 | 1 617 | 1 480 | 1 521 | 1 582 | 1 693 |

Źródło: Czeski Urząd Statystyczny

## Galeria

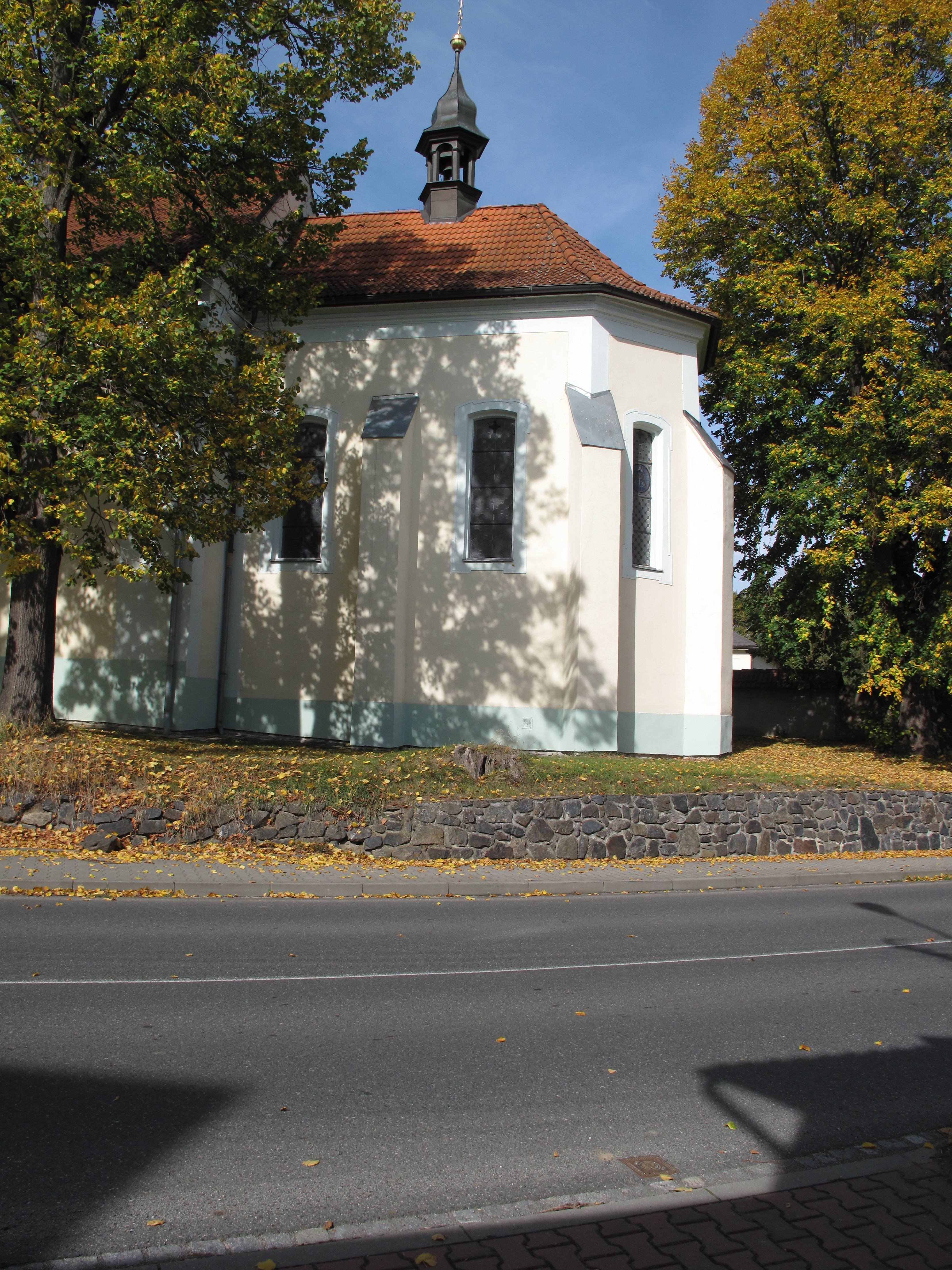
Kościół
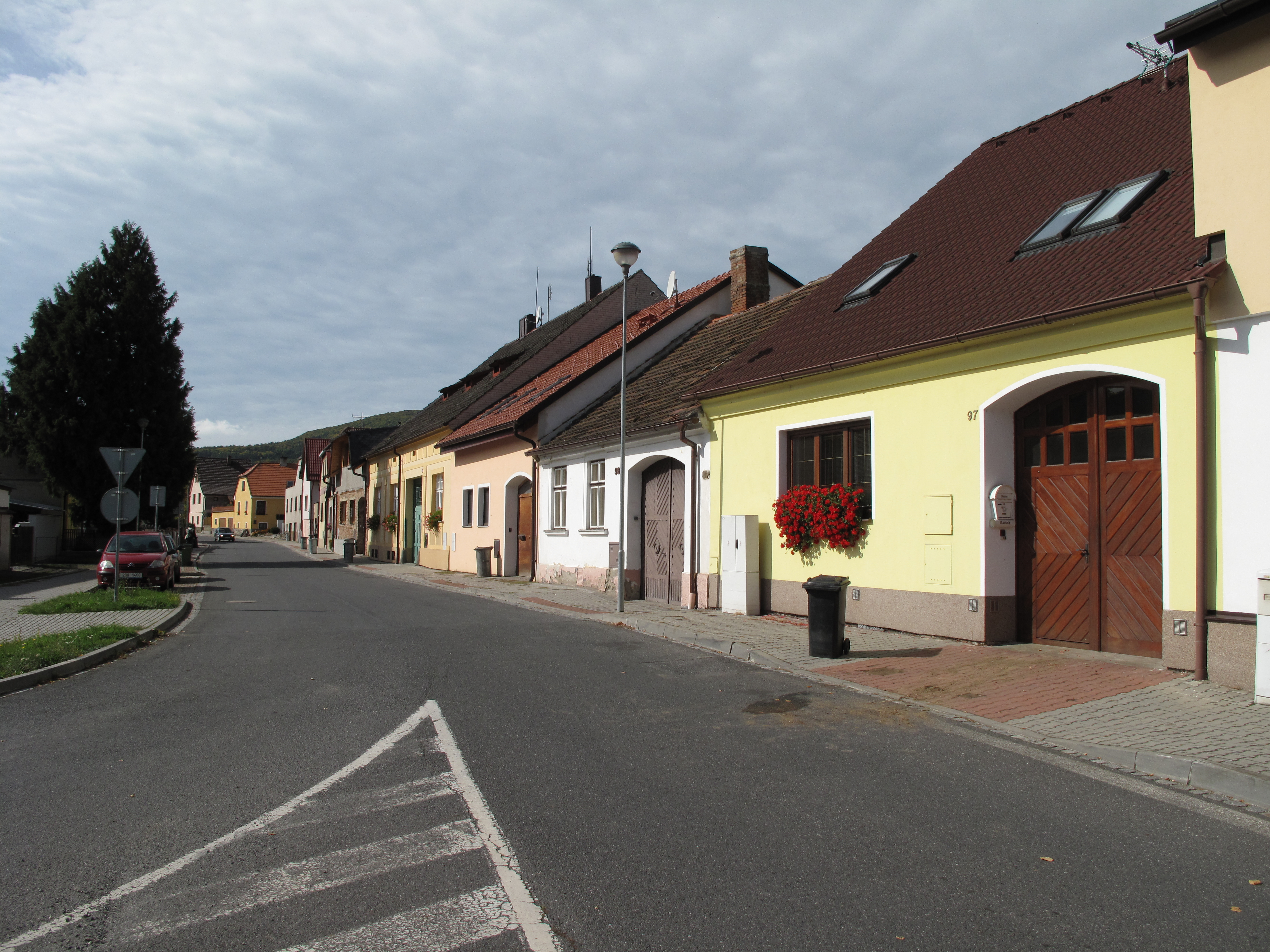
Domy
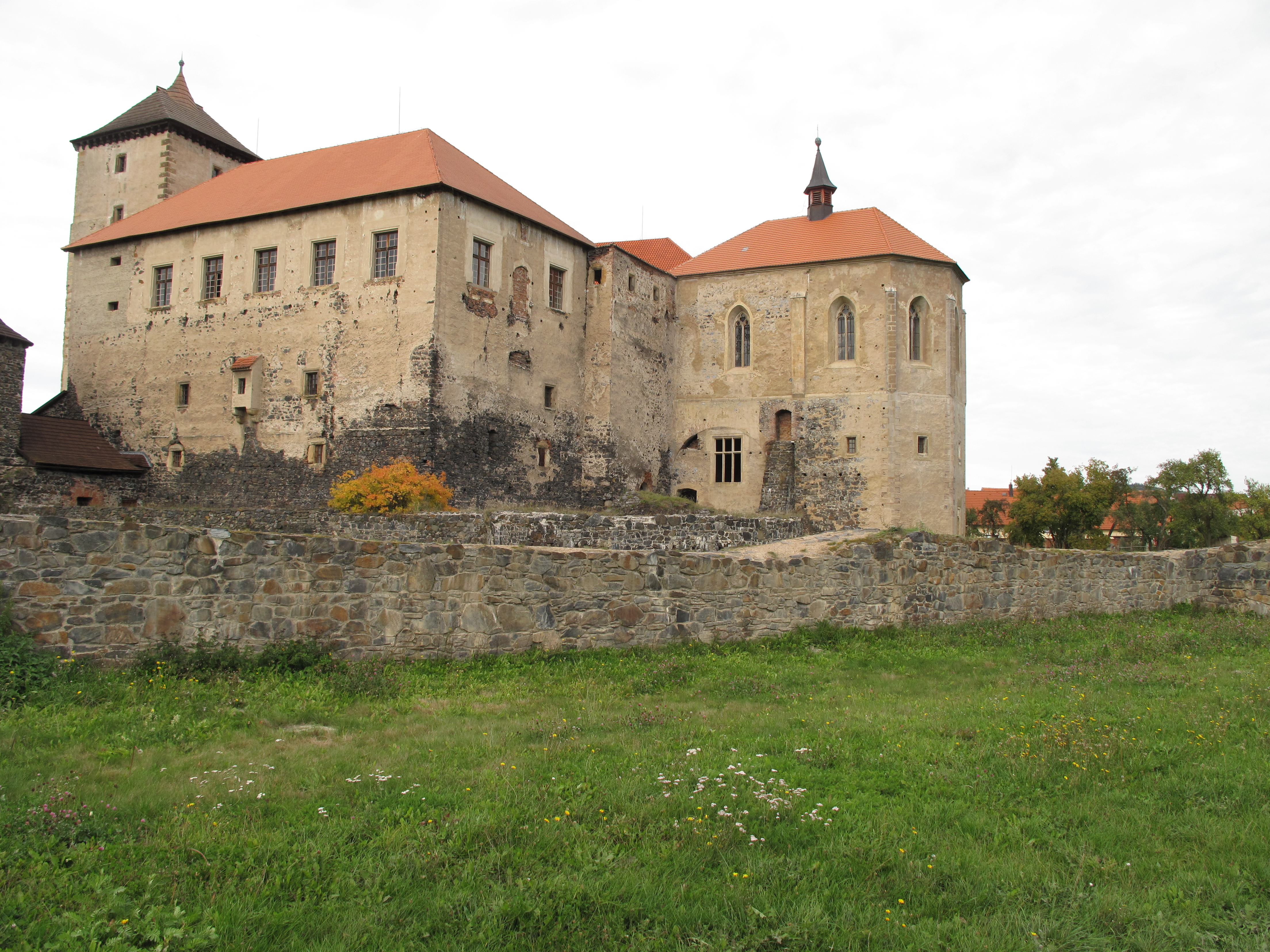